# Salih Sulajman (polityk)
Salih Sulajman (hebr.: צאלח סלימאן, arab.: صالح سليمان, ang.: Saleh Suleiman, ur. 1888 w Ar-Rajnie, zm. 24 listopada 1980) – izraelski polityk pochodzenia arabskiego, w latach 1955–1959 poseł do Knesetu z listy ugrupowania Postęp i Praca.

## Życiorys
Urodził się w 1888 w Ar-Rajnie w Palestynie w ówczesnym Imperium Osmańskim.
W wyborach parlamentarnych w 1955 po raz pierwszy i jedyny dostał się do izraelskiego parlamentu z listy ugrupowania izraelskich Arabów Postęp i Praca, blisko związanej z rządzącą Mapai. W Knesecie trzeciej kadencji zasiadał w komisji spraw wewnętrznych.
Zmarł 24 listopada 1980.